# Győr (distrikt)
Győr är ett distrikt i Ungern. Det ligger i provinsen Győr-Moson-Sopron, i den västra delen av landet, 100 km väster om huvudstaden Budapest.